# FC Remscheid
FC Remscheid is een Duitse voetbalclub uit de stad Remscheid, deelstaat Noordrijn-Westfalen.

## Geschiedenis
De club werd op 25 oktober 1908 als BV 08 Lüttringhausen opgericht. In juli 1985 werd de vereniging omgedoopt in BVL 08 Remscheid. In juli 1990 fuseerde de club met de voetbalafdeling van VfB 06/08 Remscheid en nam zo de naam FC Remscheid aan. De club heeft in de geschiedenis twee Duitse amateurkampioenschappen behaald en heeft vijf jaar in de 2. Bundesliga gespeeld. In 2016 degradeerde de club uit de Landesliga Niederrhein, de zesde klasse, maar kon na één seizoen terugkeren.

## Bekende ex-spelers
- Sigitas Jakubauskas